# Pargny-sur-Saulx
Pargny-sur-Saulx är en kommun i departementet Marne i regionen Grand Est (tidigare regionen Champagne-Ardenne) i nordöstra Frankrike. Kommunen ligger i kantonen Thiéblemont-Farémont som tillhör arrondissementet Vitry-le-François. År 2022 hade Pargny-sur-Saulx 1 700 invånare.

## Befolkningsutveckling
Antalet invånare i kommunen Pargny-sur-Saulx
| Referens: INSEE |